# Монтальба, Генриетта
Генриетта Скерретт Монтальба (англ. Henrietta Skerrett Montalba; 8 апреля 1848, Лондон — 14 сентября 1893, Венеция) — английская художница и скульптор. Писала портреты и жанровые сцены, однако больше известна своими скульптурными работами.

## Биография и творчество
Генриетта Монтальба родилась в 1848 году в Лондоне. Она была младшей из дочерей английского художника шведского происхождения Антони Рубенса Монтальбы. Её сёстры Клара, Эллен и Хильда были художницами. Сама она предпочитала скульптуру, притом что женщины-скульпторы в Британии конца XIX века были редкостью.
Генриетта Монтальба училась в Школе Южного Кенсингтона (впоследствии Королевский колледж искусств), а затем в Академии изящных искусств в Венеции. Одновременно с ней в Кенсингтоне проходила обучение принцесса Луиза. В 1882 году она пригласила сестёр Генриетту и Клару к себе в Оттаву и написала портрет Генриетты, ныне находящийся в Национальной галерее Канады. Позднее, в Лондоне, Генриетта также училась у выдающегося французского скульптора Жюля Далу.
Впервые Генриетта выставила своей работы в Королевской академии художеств в 1876 году. Впоследствии она выставлялась в галерее Гросвенор и Новой галерее. Большинство её работ представляли собой портретные бюсты из мрамора, бронзы или (чаще всего) терракоты. В числе её наиболее известных скульптор — бюст поэта Роберта Браунинга, «Ворон» (по одноимённому стихотворению Эдгара По) и «Венецианский мальчик, ловящий краба» (последняя работа Генриетты). В 1893 году «Венецианский мальчик» выставлялся в Королевской академии и на Всемирной выставке в Чикаго, в которой также принимали участие её сёстры.
Генриетта Монтальба много путешествовала, вместе с семьёй, по Италии и Швеции. Последние годы своей жизни она провела в Венеции. В 1892 году её здоровье начало ухудшаться. После долгой болезни она умерла 14 сентября 1893 года и была похоронена рядом с отцом на кладбище Сан-Микеле.